# Пазур Архімеда

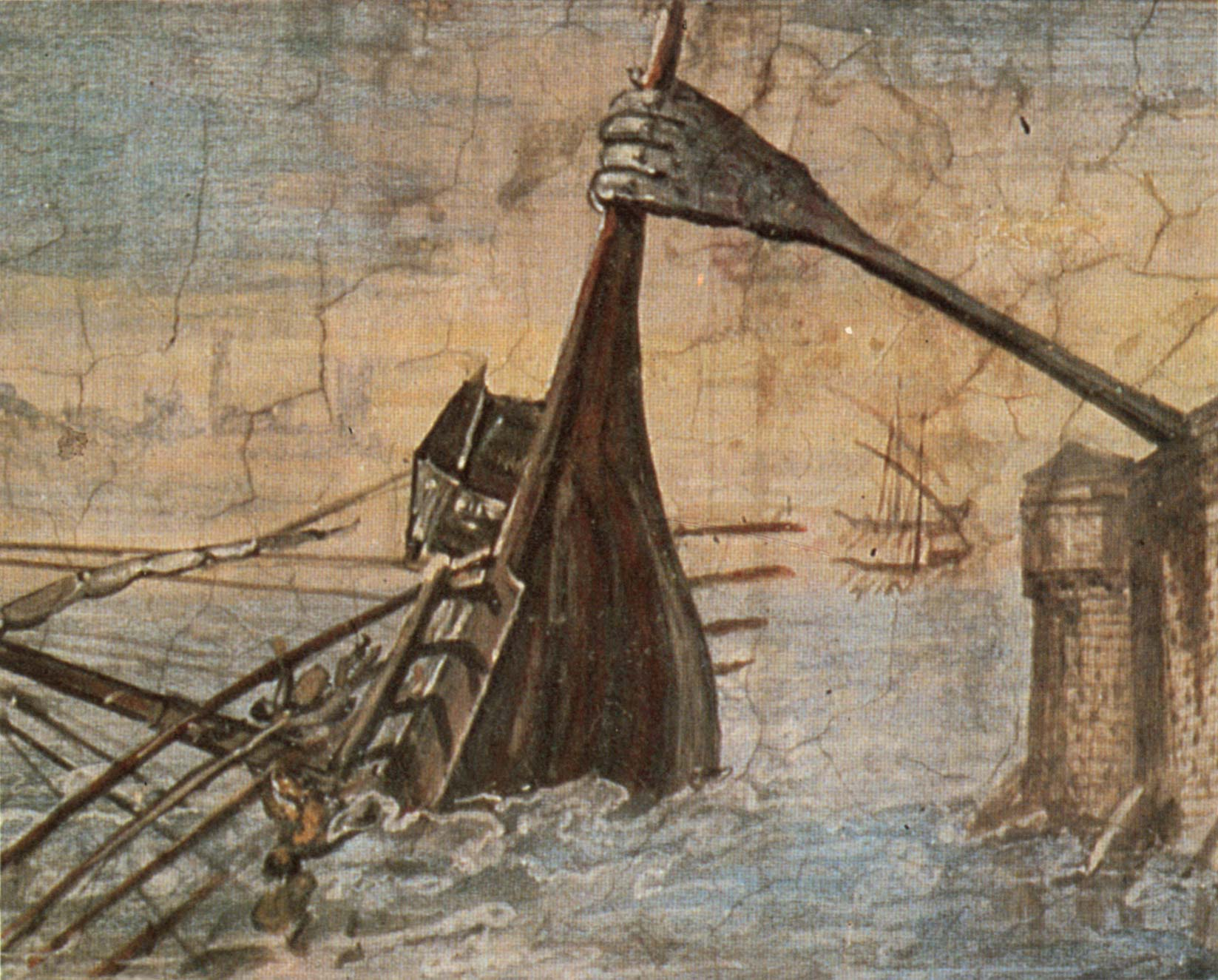
Картина Giulio Parigi, що зображує пазур Ахімеда, і називається буквально «залізна рука».

Пазур Архімеда (грец. αρπάγη) — старовинна зброя, яку вигадав Архімед для захисту морської частини міських мурів Сиракуз проти морського десанту. Хоча точно невідомо, як він насправді виглядав, за оцінками старовинних істориків воно схоже на різновид крана, обладнаного абордажним гаком, що міг частково підіймати ворожі кораблі над водою, а потім або перекидав їх, або раптово кидав назад.
Ці машини сильно проявили себе протягом Другої Пунічної війни в 214 до н. е., коли Римська республіка атакувала Сиракузи флотом зі щонайменше 120 квінкверем під командування Марка Клавдія Марцелія. Коли римський флот наблизився до міських стін під прикриттям темряви, оборона міста використала ці машини, які потопили багато римських кораблів, і атака захлинулась. Такі історики як Полібій та Тіт Лівій вказують на важкі втрати римлян від цих машин та катапульт, що їх також придумав Архімед.
Імовірність цього винаходу в 1999 перевірила BBC у своїй передачі «Таємниці старовини», а також Discovery Channel у своєму телевізійному шоу «Суперзброя античного світу», вони зібрали команду інженерів, щоб спробувати уявити, як воно могло бути, і втілити на практиці, використовуючи ті реальні відомості, що збереглись про Архімедів винахід. Через сім днів вони мали змогу перевірити своє творіння. Їм дійсно вдалось перекинути модель римського корабля так, що він потонув. Звісно, це не доводить існування пазура, але тепер ми принаймні знаємо, що він міг існувати.